# 에드워드 셀저
에드워드 셀저(Edward Selzer, 1893년 1월 12일 ~ 1970년 2월 22일)는 미국의 만화영화 제작자이자 워너 브라더스 카툰스의 대표로, 워너 브라더스의 만화 사업부문인 워너 브라더스 카툰스에서 1944년부터 1958년까지 재직하였다. 또한 미국 해군에서도 복무하였고 골든 글러브 복서로 헌정하였다. 또한 해군 권투 대회에서 우승하였고 주말 패스까지 수상하였다. 휴가를 가던 중 셀저는 로라 콘(Laura Cohn)이라는 이름을 가진 뉴욕 합창단 소녀를 만나고 그 뒤로 로라와 결혼하여 로스앤젤레스로 이주하고 그 뒤에 두 자녀인 필리스와 로버트를 출산한 바 있다. 또한 워너 브라더스와도 인연이 깊은 유명 인사 중의 하나이다.

## 주요 작품
- 원 프로기 이브닝

## 수상
- 1948년 제20회 아카데미 시상식 단편애니메이션작품상
- 1950년 제22회 아카데미 시상식 단편애니메이션작품상
- 1956년 제28회 아카데미 시상식 단편애니메이션작품상

## 죽음
에드워드 셀저는 1970년 사망하였다. 그가 사망하자, 자신이 제작한 수상 만화로 아카데미상 5개 동상 중 일부가 만화의 제작진들에 의해 무상으로 배포되었다. 그 중에서 1957년에 제작한 작품인 버드 어나니머스는 멜 블랭크의 몫이 되었고, 트위티 파이 역시 프리츠 프렐렝으로 돌아갔다.

## 같이 보기
- 워너 브라더스 카툰스(영어판)